# 도로이 버일러
도로이 버일러(만주어: ᡩᠣᡵᠣᡳ
ᠪᡝᡳ᠌ᠯᡝ Doroi Beile, 몽골어: Төрийн бэйл, 중국어: 多羅貝勒)는 만주족의 귀족 작위이다. 작위 중 호쇼이 친왕, 도로이 기윤왕에 이어 세 번째로 높다. 그냥 버일러(만주어: ᠪᡝᡳᠯᡝ)라고도 한다. 버일러라는 단어 자체는 분명 외래어로서, 아마도 초기 튀르크어에서 온 것으로 추정되며, 유사한 의미를 가진 근대의 튀르키예어 단어 베이(튀르키예어: bey)와 연관이 있다. 여진족에게 그 단어는 버길러(勃極烈, 여진어:  bə(g)i lə)였다. 그 단어는 몇 가지 이유로 여진어에서는 어형이 변화된 형태로 채택되었음을 보여준다. 복수형으로 변환되었을 수도 있고, 또는 '~처럼, ~의 방식으로'의 의미린 튀르크어의 접미사 -라르(고대 튀르크어: lar와 결합되었을 가능성도 있다.
버일러는 밭, 동물, 저장품, 상품 그리고 사람까지 자신의 통제 아래에 둔 어전(만주어: ᡝᠵᡝᠨ Ejen)으로 인식되었다. 버일러는 연맹 안의 다른 족장들을 소유주로 지정하고, 그들에게 밭, 동물, 사람 등의 재산을 부여할 수 있는 배타적인 권리를 가졌다. 버일러가 재산을 분배하고 재분배하는 일은 샤먼의 권리가 확장된 것으로, 이는 정치적 기능까지 차지했음을 보여준다고 추정할 수 있다.
인근의 촌락들은 버일러에 굴복하거나 그에게 대항하여 자기들의 힘을 시험할 수 있었다. 만약 그들이 후자를 선택했다가 패배했다면, 그들은 이후 다른 사람들의 습격으로부터 버일러의 보호를 받을 수 있었다. 그 대가로 그들은 버일러에게 일정량의 곡식, 버일러의 노예로 일할 사람들, 그의 병사가 될 젊은 남성, 버일러 내지 그의 남성 친척 또는 하인에게 배당될 여성을 공급했다. 버일러는 촌락에서 족장을 공인했을 것이고, 상황이 허락한다면 족장은 버일러의 가족과 혼인관계를 맺거나 버일러를 자신의 가족과 결혼시켰을 수도 있다. 모든 버일러를 비롯하여 많은 자선사들이 복수의 아내를 거느렸고, 아내의 숫자는 어떤 남자든 유지해야 하는 중요한 인맥의 숫자와 함께 늘어났으므로 그러한 혼인동맹이 버일러에게만 국한된 것은 아니었다. 자신의 영토와 부부관계의 권한을 확장시켜나가는 버일러의 능력은 각각 늘어나는 촌락과 함께 성장했다. 촌락의 안전은 촌락이 연계한 버일러의 권력과 함께 증대되었다.
어떤 버일러도 개인적으로 안전할 수는 없었고, 종종 그와 그의 가족은 성을 쌓은 촌락 안의 요새화된 구역에서 살았다. 아이만(만주어: ᠠᡳᠮᠠᠨ Aiman) 내에서 버일러의 지위는 계속해서 전리품, 곡물을 얻어 분배하고 아이만을 보호해줄 수 있는 그의 능력에 달려 있었다. 가장 강력한 버일러들은 명나라 및 조선과의 관계에서 배타적인 상업적 특권을 획득하려고 했다.
촌락 내에서 몇몇 형태를 재조직할 수 있는 버일러의 특권은 더욱 넓은 영토와 소유권 계층을 낳았다. 버일러 자신과 그의 귀족들은 각각 톡소(만주어: ᡨᠣᡴᠰᠣ Tokso, 掏克索)라고 지칭한 일종의 농장을 조직했다. 일부 밭은 전적으로 노예에 의해 경작되었고, 그들이 생산한 작물은 연맹의 엘리트들이 독점했다. 엘리트가 늘어나거나 계급 서열이 변화하게 되면, 사람들은 한 버일러의 통제에서 벗어나 또 다른 버일러의 통제를 받게 되었다. 한자나 몽골 문자를 쓸 수 있는 개인은 극히 드물었고, 대체로 종족과 연계되지 않았다. 그들은 언제나 버일러에게 고용되었고, 더욱 강한 버일러에게 인계 또는 증여될 때에야 원래의 버일러를 떠났다. 종족은 자기들의 자치권 일부, 특히 범죄를 결정하고 벌을 줄 수 있는 배타적인 권리를 빼앗겼다. 그런 권리는 대개 버일러 또는 버일러의 조언자들에게 돌아갔다.
16세기에는 전쟁의 지도자가 버일러이든, 하라다(만주어: ᡥᠠᠯᠠ
ᡩᠠ Hala Da)나 무쿤다(만주어: ᠮᡠᡴᡡᠨ
ᡩᠠ Mukūn Da)이든 간에 니루의 어전(만주어: ᠨ᠋ᡳᡵᡠᡳ
ᡝᠵᡝᠨ Niru-i Ejen)이라는 통솔계급의 지위를 누릴 수 있었다 후일 니루 어전은 팔기제 안에서 부대의 수장을 나타내는 만주족의 관직명이 되었다.